# Batalla de Baltarga
La batalla de Baltarga fou un combat entre les host conjuntes catalanes i occitanes i una horda de magiars.

## Antecedents
L'any 942 una ràtzia magiar travessà saquejant els comtats carolingis, en especial els comtats de Besalú i Girona, arribaren a les portes de Barcelona i després s'encaminaren a les muralles de la ciutat andalusina de Làrida, on foren derrotats per l'exèrcit musulmà.

## Batalla
En la seva fugida per traspassar els Pirineus van ésser derrotats a Baltarga per les hosts conjuntes catalanes i occitanes.